# Flower/Satan Is Boring
„Flower/Satan Is Boring“ je singl americké rockové skupiny Sonic Youth k albu Bad Moon Rising. Byl vydán ve Spojeném království v roce 1985 pod vydavatelstvím Homestead Records.

## Seznam skladeb
1. "Flower"
2. "Satan Is Boring" (Supermix)